# Istoria naturală a inteligenței așkenazilor
Ipotezele privind inteligența ridicată a evreilor sunt ipoteze bazate pe elemente științifice care încercă să explice valoarea medie a scorul IQ al indivizilor cu origine evreiască mai mare cu aproximativ 10 puncte față de valoarea medie a IQ corespunzătoare indivizilor aparținând altor populații (Jensen, 1973, Herrnstein, 1994, Eysenck, 1995 și Levin, 1997 citați de Lynn, 2006).
Această diferență nu este acceptată de toți specialiștii din domeniu, unele cărți de referință (Brody, 1992, Neisser, 1996, Mackintosh, 1998, Sternberg citați de Lynn, 2006) nefăcând nicio mențiune privitoare la această diferență.
Trei ipoteze au fost emise pentru a explica această diferență: ipoteza eugenică, ipoteza persecuțiilor și ipoteza discriminării. 
Toate aceste ipoteze consideră că elemente specifice istoriei și tradițiilor populațiilor evreiești ar fi contribuit la creșterea derivei genetice prin procese precum selecția, efectul de fondator sau efectul „gâtului de sticlă” determinând, în final, creșterea frecvenței unor alele ce ar fi responsabile de IQ mai ridicat observant la indivizii cu origine evreiască. 
Aceste ipoteze au fost construite prin interpretarea unor observații psihometrice, antropologice și istorice însă niciun studiu epidemiologic, genetic sau de alt tip nu a fost realizat pentru a le confirma sau infirma.

## Ipoteza eugenică
Ipoteza eugenică a fost propusă de Weyl și Possony și MacDonald și consideră că anumite practici obișnuite în comunitățile evreiești ar fi avut un efect eugenic permițând supraviețuirea unui număr mai mare de copii ai indivizilor cu o inteligență mai ridicată. Practicile care ar fi permis efectul eugenic sunt acordarea unui statut social important indivizilor foarte inteligenți, precum rabinii, și încurajarea căsătoriei acestora cu fiicele negustorilor bogați (care ar fi moștenit o inteligență peste medie de la tatăl lor, succesul în afaceri fiind legat de o inteligență peste medie). Ca urmare, copiii născuți din aceste cupluri ar fi avut șanse mai mari de a supraviețui până la vârsta adultă (îngrijirile mai bune fiind legate de statutul social al părinților și de situația lor financiară) și deci de a transmite variantele genice (alelele) ce determină o inteligență superioară la generațiile următoare.
Pentru a explica diferența observată față de alte populații europene autorii ipotezei au presupus că alelele favorabile din aceste populații au avut o probabilitate mai mică de transmitere deoarece cei cu inteligență ridicată alegeau o carieră ecleziastică ce impunea celibatul.

## Ipoteza persecuțiilor
Ipoteza persecuțiilor, emisă de Weyl și Possony, consideră că persecuțiile la care au fost supuse populațiile evreiești în Europa în decursul ultimelor două milenii au dus la supraviețuirea preferențială a indivizilor cu o inteligență superioară. Aceștia ar fi putut anticipa pericolele și ar fi emigrat în țări cu o atitudine mai prietenoasă, s-ar fi ascuns pe perioadele tulburi sau ar fi plătit răscumpărări pentru a scăpa de persecuții.

## Ipoteza discriminării
Ipoteza discriminării, avansată de către Cochran, Hardy și Harpending, afirmă că un profil genetic favorabil unei inteligențe peste medie ar fi apărut ca urmare a discriminărilor la care au fost supuși evreii din Europa. Din Evul Mediu și până în secolul al XIX-lea evreii puteau exersa doar profesii precum cămătăria, comerțul sau colectarea de impozite, profesii ce necesită o inteligență superioară. Cei care nu aveau aceste abilități ar fi avut o descendență redusă în comparație cu accea a indivizilor care reușeau în aceste profesii. Ca urmare, frecvența unor variante genetice prezente în populație, variante ce ar contribui la realizarea unui IQ superior, ar fi crescut în decursul generațiilor.

### Istoria naturală a inteligenței așkenazilor
Istoria naturală a inteligenței așkenazilor (în engleză Natural History of Ashkenazi Intelligence) este o lucrare teoretică controversată, care explică media mai mare obținută în unele teste de IQ de către evreii așkenazi prin selecția naturală de-a lungul secolelor cauzată de persecuția din Europa care ar fi creat un anumit profil genetic. Teoria a fost publicată în 2006 de antropologii Gregory Cochran, Jason Hardy și Henry Harpending de la Universitatea din Utah, SUA și a fost criticată, între alții, de Brian Ferguson, de la Universitatea Rutgers-Newark și Steven Pinker, de la Universitatea Harvard.